# Charles Mack
Charles Mack é um compositor norte-americano. Como reconhecimento, foi nomeado ao Oscar 2008 na categoria de Melhor Canção Original por "Raise It Up" de August Rush.